# جورج وايت برات
جورج وايت برات (بالإنجليزية: George White Pratt)‏ هو سياسي أمريكي، ولد في 23 مارس 1840. حزبياً، نشط في الحزب الديمقراطي. وقد انتخب عضو جمعية ولاية ويسكونسن وانتخب عضو مجلس ولاية ويسكونسن.